# Stéfan Patry
Stéfan Patry est un organiste et compositeur de jazz, spécialiste de l'orgue Hammond et du jeu au pédalier, né le 8 octobre 1962 à Sainte-Adresse. 

## Biographie
Stéfan Patry commence les cours de piano à l'âge de 6 ans, et suit des cours d'orgue électronique à l'école Farfisa à Chartres (Accordéon Club de Chartres). Il rencontre l'organiste Rhoda Scott à l'âge de 15 ans qui réside alors proche de son domicile, cette rencontre sera décisive dans son parcours, sa passion et son engagement pour l'orgue Hammond et le jeu de basse au pédalier. Rhoda Scott lui donnera des cours, des conseils et le fera participer par la suite régulièrement à ses cotés à des jam sessions dans les clubs parisiens, notamment au Club Saint-Germain.
En 1981 Stéfan s'inscrit au Conservatoire du XIIIème arrondissement de Paris en classe d'orgue avec Michel Jollivet alors titulaire des  orgues d'Auxerre. Il y suit également les cours d'harmonie et de chant lyrique. En parallèle Stéfan est inscrit au CIM où il étudie l'harmonie et le piano jazz. Il obtient également un DEUG de musicologie de la Sorbonne en 1982.

## Parcours

### Carrière musicale
Stéfan commence à se produire dans les clubs de jazz parisiens dont il partagera la scène avec Rhoda Scott à plusieurs reprises,. Stéfan est également à l'origine, avec le batteur Philippe Combelle et la chanteuse Mina Agossi, des Jam Sessions du jazz-club parisien, Le Caveau des Oubliettes. Dès lors et tout au long de sa carrière, Stéfan Patry se produira dans de nombreux festivals et clubs de jazz à Paris, en France mais aussi à travers le monde notamment en Arménie en Afrique en Corée et aux Etats-Unis, et collaborera avec de nombreux musiciens de la scène du jazz, parmi lesquels Rhoda Scott, Bernard Purdie, Phil Upchurch, Gilles Renne, Michel Delakian, Jean-Jacques Élangué, René Sopa.
C'est à l'occasion du festival Jazz à Juan en juillet 2004, où il remplacera Jimmy Smith que sa notoriété comme spécialiste de l'orgue Hammond va s'affirmer,.
Outre sa production discographique sous son nom ou comme sideman, Stéfan sera sur la scène de nombreux festivals à Calvi, île de Ré, Antibes et hors de France. Il participera également à des séances d'enregistrement d'artistes de jazz mais aussi de variétés, notamment avec Michel Sardou sur le titre Du plaisir.

#### Influences
Le style de Stéfan Patry est influencé principalement par les organistes qui utilisent le pédalier de l'orgue Hammond pour la ligne de basse, parmi eux Rhoda Scott, Lou Bennett, Richard Holmes, Jimmy McGriff.

### Projets associatifs
Stéfan Patry est à l'origine de différents projets autour de la passion et de l'orgue Hammond, outre les disques qu'il a publiés ou auxquels il a participé. Il crée en 1996 l'association Tribute To Hammond qui a pour mission de réunir les spécialistes et passionnés de cet instrument et d'en faire la promotion auprès des nouvelles générations. Stéfan en assurera la présidence jusqu'en 2014.
De nombreux événements se sont tenus au Studio des Gobelins, siège de l'assiocation et ont réuni des organistes prestigieux comme Joey Defrancesco, Rhoda Scott, Thierry Elilez, Emmanuel Bex, Benoît Sourisse.

## Discographie

### Comme leader ou coleader
- My Funny Valentine - 1992
- Bam bam bam - 1996 - Black and Blue
- Organic Jungle - Walk don't walk - 1998, Black and Blue
- Organic Live - 2003 - Black and Blue (BB 671.2)
- Organic 3 Live Au Caveau Des Oubliettes  - 2005 - Black And Blue (BB 689.2)
- PLM Trio - Stolen Moments - 2007 - Must Record
- Stéfan Patry, René Sopa - Hammondéon - 2010 - (CD, Album + DVD-V) - Must Record (MR 6212-3)
- Singer - 2012 - Must Record
- Organ Groove Explosion - 2012 - Must Record
- Armenian Dreams - 2015 - Must Record
- Hammond Legend I (Stéfan Patry, Gilles Renne, Thomas Derouineau) , Black magic woman  -  2018 - Must Record
- Hammond Legend  II (Stéfan Patry, Gilles Renne, Thomas Derouineau) , Sittin' on the dock of the B3  - 2020 - Must Record
- In Time (Stéfan Patry, Jean Jacques Elangué, Thomas Derouineau) - 2024 - MuSt ReCorD (MR6227-2)

### Comme sideman
- Rhoda Scott - Organ Masters - Rhoda Scott invites : Emmanuel Bex, Thierry Eliez, Stéfan Patry, Benoît Sourisse -  (CD + DVD)- 2010 - Must Record, La Seine TV (MR 6213-3)
- Didier Conchon - Freeway - 2003 - Djazz Records
- Michel Sardou - Du plaisir - 2004 - Trema (981 918 1)
- Glück Acoustic Jungle - 2010 - Must Record